# Afrixalus stuhlmanni
Afrixalus stuhlmanni е вид земноводно от семейство Hyperoliidae. Видът е незастрашен от изчезване.

## Разпространение
Разпространен е в Танзания.

## Описание
Популацията на вида е намаляваща.